# Leonardo Scarselli
Leonardo Scarselli (Firenze, 29 aprile 1975) è un ex ciclista su strada e dirigente sportivo italiano.
Professionista dal 2000 al 2010, ha ottenuto tre vittorie in carriera, due tappe e la classifica generale al Tour du Sénégal.

## Carriera
Leonardo Scarselli diventò professionista nel 2000 con il team Aguardiente Néctar-Selle Italia diretto da Gianni Savio. I primi successi da professionista, due vittorie al Tour du Sénégal, arrivarono nel 2002 con la Colombia-Selle Italia (ex Aguardiente), squadra in cui correrà fino al 2005. Nel 2003 vinse il Tour du Sénégal e ottenne un secondo posto nel Giro del Friuli.
Nel 2006 passò alla Quick Step, squadra ProTour. Nel 2009 si trasferisce alla neonata ISD-Danieli, con cui conquista la cronometro a squadre della Settimana Internazionale di Coppi e Bartali.
Si è ritirato dall'attività agonistica al termine della stagione 2010, rimanendo nei quadri della Farnese Vini, squadra nata dalla scissione della ISD, come direttore sportivo per le stagioni 2011 e 2012. Nel 2017 è quindi direttore sportivo alla Androni Giocattoli-Sidermec.

## Palmarès
- 1997 (Dilettanti)

Giro del Mugello
Gran Premio Ciaponi Edilizia
- 1999 (Dilettanti)

Gran Premio Comune di Cerreto Guidi
Classifica generale Giro ciclistico della provincia di Cosenza
1ª tappa Girobio (Velletri > Velletri)
Gran Premio Industria del Cuoio e delle Pelli
- 2002

2ª tappa Tour du Sénégal (Thiès > Thiès)
7ª tappa Tour du Sénégal (Goudiri > Bakel)
- 2003

Classifica generale Tour du Sénégal

### Altri successi
- 2009

1ª tappa Settimana Internazionale di Coppi e Bartali (Misano Adriatico, cronosquadre)

## Piazzamenti

### Grandi Giri
- Giro d'Italia

2000: 107º
2001: 120º
2004: ritirato (16ª tappa)
2005: 116º
2006: 120º
2007: 101º
2009: 155º